# 回竜観車両基地
座標: 北緯40度04分17.57秒 東経116度22分22.84秒 / 北緯40.0715472度 東経116.3730111度
回竜観車両基地(かいりゅうかんしゃりょうきち、フイロングァンしゃりょうきち)は、中華人民共和国北京市昌平区に位置する北京地下鉄の車両基地。面積は39.54ヘクタール。13号線の車両(DKZ5型、DKZ6型)が所属している。霍営駅と立水橋駅の間に出入庫線がある。2002年9月に建設された。